# Izraelici Nowego Przymierza
Izraelici Nowego Przymierza, Izraelici (es. Asociación Evangélica de la Misión Israelita del Nuevo Pacto Universal, Israelitas, AEMINPU) – chrześcijańska wspólnota religijna w Ameryce Południowej, która w swojej liturgii oraz postępowaniu wyznawców przywiązuje dużą rolę do przestrzegania żydowskich praw religijnych zawartych w Torze.
Pierwsza grupa Israelitas powstała w Peru w połowie XX wieku. Ojcem duchowym ruchu i jego organizatorem był Ezequiel Ataucusi Gamonal, peruwiański misjonarz adwentystów, który twierdził, że otrzymał objawienie od Boga i nakaz życia na wzór starożytnych Żydów.
Doktryna wspólnoty cechuje się synkretyzmem. Występują w niej elementy zaczerpnięte z tradycji Inków, Kościoła katolickiego i chrześcijańskich denominacji ewangelikalnych. Kościół Izraelitów Nowego Przymierza wykazuje jednak przede wszystkim szczególną tendencję w kierunku judaizmu świątynnego. Cechą charakterystyczną wyznania jest oddawanie czci Bogu poprzez praktykowanie starotestamentowego rytuału całopalenia oraz innych czynności liturgicznych zgodnych ze wskazaniami zawartymi w Księdze Powtórzonego Prawa.
Wyznanie głosi milleryzm. Istnieje kult założyciela wspólnoty. Jest on czczony jako prorok i reinkarnacja Jezusa Chrystusa.